# European Film Awards 2007
La 20ª edizione della cerimonia di premiazione dei European Film Awards si è tenuta il 1º dicembre 2007 all'Arena di Berlino, Germania e presentata da Emmanuelle Béart e Jan Josef Liefers.

## Vincitori e candidati
Vengono di seguito indicati in grassetto i vincitori.
Ove ricorrente e disponibile, viene indicato il titolo in lingua italiana e quello in lingua originale tra parentesi.
Miglior film
- 4 mesi, 3 settimane, 2 giorni (4 luni, 3 saptamâni si 2 zile), regia di Cristian Mungiu ( Romania)
- Ai confini del paradiso (Auf der anderen Seite), regia di Fatih Akın ( Germania)
- L'ultimo re di Scozia (The Last King of Scotland), regia di Kevin Macdonald ( Regno Unito)
- La Vie en rose (La Môme), regia di Olivier Dahan ( Francia)
- Persepolis, regia di Marjane Satrapi e Vincent Paronnaud ( Francia)
- The Queen - La regina (The Queen), regia di Stephen Frears ( Regno Unito)

Miglior attore
- Sasson Gabai - La banda (Bikur Ha-Tizmoret)
- Michel Piccoli - Belle toujours
- Miki Manojlović - Irina Palm - Il talento di una donna inglese (Irina Palm)
- James McAvoy - L'ultimo re di Scozia (The Last King of Scotland)
- Elio Germano - Mio fratello è figlio unico
- Ben Whishaw - Profumo - Storia di un assassino (Perfume: The Story of a Murderer)

Miglior attrice
- Helen Mirren - The Queen - La regina (The Queen)
- Anamaria Marinca - 4 mesi, 3 settimane, 2 giorni (4 luni, 3 saptamâni si 2 zile)
- Marianne Faithfull - Irina Palm - Il talento di una donna inglese (Irina Palm)
- Marion Cotillard - La Vie en rose (La Môme)
- Kseniya Rappoport - La sconosciuta
- Carice van Houten - Black Book (Zwartboek)

Miglior regista
- Cristian Mungiu - 4 mesi, 3 settimane, 2 giorni (4 luni, 3 saptamâni si 2 zile)
- Fatih Akın - Ai confini del paradiso (Auf der anderen Seite)
- Roy Andersson - You, the Living (Du levande)
- Kevin Macdonald - L'ultimo re di Scozia (The Last King of Scotland)
- Stephen Frears - The Queen - La regina (The Queen)
- Giuseppe Tornatore - La sconosciuta

Miglior rivelazione
- Eran Kolirin - La banda (Bikur Ha-Tizmoret)

Miglior sceneggiatura
- Fatih Akın - Ai confini del paradiso (Auf der anderen Seite)
- Cristian Mungiu - 4 mesi, 3 settimane, 2 giorni (4 luni, 3 saptamâni si 2 zile)
- Eran Kolirin - La banda (Bikur Ha-Tizmoret)
- Peter Morgan - The Queen - La regina (The Queen)

Miglior fotografia
- Frank Griebe - Profumo - Storia di un assassino (Perfume: The Story of a Murderer)
- Michail Kričman - Izgnanie
- Anthony Dod Mantle - L'ultimo re di Scozia (The Last King of Scotland)
- Fabio Zamarion - La sconosciuta

Miglior colonna sonora
- Alexandre Desplat - The Queen - La regina (The Queen)
- Dejan Pejovic - Guča!
- Alex Heffes - L'ultimo re di Scozia (The Last King of Scotland)
- Tom Tykwer, Johnny Klimek e Reinhold Heil - Profumo - Storia di un assassino (Perfume: The Story of a Murderer)

Miglior realizzazione
- Uli Hanisch[1] - Profumo - Storia di un assassino (Perfume: The Story of a Murderer)
- Francesca Sartori[2] - Il destino di un guerriero (Alatriste)
- Didier Lavergne[3] - La Vie en rose (La Môme)
- Lucia Zucchetti[4] - The Queen - La regina (The Queen)
- Annette Focks, Jörg Höhne, Robin Pohle e Andreas Ruft[5] - Quattro minuti (Vier Minuten)

Miglior documentario
- Le papier ne peut pas envelopper la braise, regia di Rithy Panh
- Am Limit, regia di Pepe Danquart
- Belarusian Waltz, regia di Andrzej Fidyk
- Forever, regia di Heddy Honigmann
- Heimatklänge, regia di Stefan Schwietert
- Malon 9 Kochavim, regia di Ido Haar
- Meragel Ha-Shampaniya, regia di Nadav Schirman
- The Monastery: Mr. Vig and the Nun, regia di Pernille Rose Grønkjær
- Ou est l'amour dans la palmeraie?, regia di Jérôme Le Maire
- Razvod po Albanski, regia di Adela Peeva

Miglior cortometraggio
- Alumbramiento, regia di Eduardo Chapero-Jackson
- Adjustment, regia di Ian Mackinnon
- Amin, regia di David Dusa
- Dad, regia di Daniel Mulloy
- Dreams and Desires: Family Ties, regia di Joanna Quinn
- Le dîner, regia di Cécile Vernant
- Kwiz, regia di Renaud Callebaut
- Plot Point, regia di Nicolas Provost
- Rotten Apple, regia di Ralitza Petrova
- Salvador (Historia de un milagro cotidiano), regia di Abdelatif Hwidar
- Soft, regia di Simon Ellis
- Tokyo Jim, regia di Jamie Rafn
- Tommy, regia di Ole Giæver

Premio FIPRESCI
- Cuori (Coeurs), regia di Alain Resnais ( Francia)

Premio onorario
- Manoel de Oliveira

Premio del pubblico al miglior film europeo
- La sconosciuta, regia di Giuseppe Tornatore
- 2 giorni a Parigi (2 Days in Paris), regia di Julie Delpy
- A Est di Bucarest (A fost sau n-a fost?), regia di Corneliu Porumboiu
- Il destino di un guerriero (Alatriste), regia di Agustín Díaz Yanes
- L'ultimo re di Scozia (The Last King of Scotland), regia di Kevin Macdonald
- La Vie en rose (La Môme), regia di Olivier Dahan
- Ho servito il re d'Inghilterra (Obsluhoval jsem anglického krále), regia di Jiří Menzel
- Profumo - Storia di un assassino (Perfume: The Story of a Murderer), regia di Tom Tykwer
- The Queen - La regina (The Queen), regia di Stephen Frears
- Reprise, regia di Joachim Trier
- Black Book (Zwartboek), regia di Paul Verhoeven

Premio alla carriera
- Jean-Luc Godard

Miglior contributo europeo al cinema mondiale
- Michael Ballhaus

 Miglior co-produttore europeo 
- Margaret Menegoz  e Veit Heiduschka